# Dwór w Baranówce
Dwór w Baranówce – w gminie Kocmyrzów-Luborzyca, w powiecie krakowskim, w Polsce.
Budynek wraz z ogrodem oraz figurą Matki Bożej został wpisany do rejestru zabytków nieruchomych województwa małopolskiego.

## Historia
W XIX wieku Baranówka należała do dóbr luborzyckich krakowskich biskupów, którymi zarządzała rodzina Wielopolskich. Pierwotny drewniany dwór, wybudowany za czasów hrabiego Wielopolskiego, przebudował na murowany jego nowy właściciel Józef Amouraux w latach 20. XX wieku w otoczeniu parku pochodzącego z przełomu XIX i XX wieku. W 1936 roku po jego śmierci majątek w Luborzycy (dziś Baranówka) przejął jego syn, również Józef Amouraux. Zarządzał nim do września 1939 roku (po klęsce wrześniowej wyemigrował do Francji, gdzie wstąpił do wojska polskiego, a w 1940 roku dostał się do niewoli). Podczas II wojny światowej majątkiem administrowała Maria Kozłowska (siostra Józefa). Po wojnie w wyniku reformy rolnej i administracyjnej, obiekt znalazł się w granicach sołectwa Baranówka. Majątek został rozparcelowany, a w dworku otworzono magazyn narzędzi rolniczych. Później mieściła się tu szkoła i biblioteka publiczna, a od lat 80. XX wieku obiekt wykorzystywano  do celów mieszkaniowych. Budynek dworu obecnie (2021 rok) jest w złym stanie. Majątek ma nieuregulowany stan prawny.  

## Architektura dworku
Budynek murowany, który powstał w miejscu istniejącego wcześniej dworku drewnianego, wybudowany został na planie wydłużonego prostokąta. Składa się z wyraźnie zaznaczonych dwóch części - korpusu głównego i oficyny, połączonych w jedną całość.
Korpus dworku nakryty jest dachem łamanym polskim. Od frontu wejście do dworku poprzedzone jest dwukolumnowym portykiem, który nadbudowany jest pseudoryzalitem, kryjącym przestrzeń mieszkalną. Znajdują się tu także schodki, dawniej kamienne, obecnie prowizoryczne drewniane. Od strony ogrodowej znajduje się wieloboczny, piętrowy ryzalit z osobnym wejściem i trzema oknami na piętrze. 
Oficyna tworząca od frontu jednolitą elewację z dworem, w połowie ozdobiona jest piętrową wieżyczką nakrytą namiotowym dachem. Oficyna nakryta dachem wielopołaciowym. 
Po wschodniej stronie dworu znajduje się ok. 1,5 ha park, pochodzący z przełomu XIX i XX wieku. Układ przestrzenny parku jest zatarty.

W pobliżu zabudowań dworskich znajduje się pochodząca z 1864 roku figura Najświętszej Marii Panny.